# Sulejmanija (džamija)
Sulejmanija (tur.: Süleymaniye Camii) ili Mihrimah-Džamija u Istanbulu, koja je izgrađena oko 1550. godine, vrhunsko je djelo najvećeg osmanlijskog arhitekta i graditelja Sinana.
Njen klasičan tlocrt turskih bogomolja, primijenjen na varijantama na tisućama mošeja sagrađenih od 15. do 19. stoljeća, nadahnut je Aja Sofijom. Ali kako je sjaj Justinijanove crkve trebao biti nadmašen, Sinan je isplanirao građevinu tako da je postavljanjem savršenog kruga na savršeni kvadrat dobio ozbiljno geometrijsko remek-djelo u kojem ukrasi igraju sekundarnu ulogu. Sve je podređeno velikom interijeru koji je natkriven kupolama i smislu za uređeni prostor koji on odaje. Za razliku od Justinijanove katedrale, ispred džamije nalazi se otvoreno dvorište sa stupovima, a sama džamija je u žarištu grupe građevina u koju spada utemeljitev grob, medresa, bolnica, kuhinje i hamami. Ovaj arhitektonski kompleks bio je novost za islamski svijet i njegova harmoničnost bila je izvanredno obilježje turskog graditeljstva.

## Arhitektura
Džamiju čini skup kupola i lukova koji vodi do glavne kupole, visoke 55 metara i široke preko 25 metara. Četiri divovska stuba u unutrašnjosti podupiru središnju kupolu i polukupolu iznad kible, a 138 prozora od obojenog stakla propušta prigušeno svjetlo.
Pandantivi koji nose kupolu snažno su projicirani na vanjski volumen čime je stvorena zona u obliku stepenaste krnje piramide. Kako je donji dio kupole (pojas s prozorima) zakošen, na krnju piramidu položen je krnji stožac, a na njega, kao najmonumentalniji mogući završetak – kupola. Kupola nije polulopta, nego je segmentna, pa je čitava masa džamije oblikovana kao niz geometrijskih oblika prekinutih u svom rastu i tako lišena samostalnosti. Upotrijebljeni geometrijski oblici su narušeni u svojoj čistoći (u uglove kocke utisnute su tanke mnogostrane prizme, a nosači kupole su izvedeni u vanjski volumen, dok su stranice piramidalnog dijela kupole stepenaste, a stožac je po sredini obogaćen vijencem). 
Rešetkasti zidovi toliko su otvoreni prozorima da su postali nesposobni da nose kupolu, te su njen teret preuzeli rasteretni lukovi. Lukovi izlaze iz ugaonih pilastara u visini unutrašnje galerije i penju se do iste visine kao i pilastri.
Unutrašnjost je oblikovana kao velik, jedinstven prostor, prazan i obilato osvijetljen, ali statičan. Oplata od fajansnih pločica pokriva sve plohe unutrašnjeg volumena i svojim ornamentom naglašeno odvaja plohu od plohe. Te plohe su još i slikarski istaknute, a biljni motivi ornamenta na pločicama, složeni u apstraktne sheme, nadalje raščlanjuju prostor.

## Poveznice
- Islamska umjetnost i arhitektura
- Selimija
- Gazi Husrev-begova džamija
- Šarena džamija
- Ahmedija

## Vanjske poveznice
- Sulejmanija (Süleymaniye Camii)  Arhivirana inačica izvorne stranice od 21. rujna 2008. (Wayback Machine)
- Detaljne fotografije Sulejmanije  Arhivirana inačica izvorne stranice od 12. listopada 2008. (Wayback Machine)